# Nikolaj Fjodorovič Fjodorov
Nikolaj Fjodorovič Fjodorov nebo také Fedorov, rusky Николай Фёдорович Фёдоров (7. června 1829 Ključi – (15.) 28. prosince 1903 Moskva) byl originální ruský náboženský myslitel a filosof, představitel ruského kosmismu a předchůdce transhumanismu.

## Život
Fjodorov se narodil ve vesnici Ključi v Tambovské gubernii jako nemanželský syn knížete Pavla Ivanoviče Gagarina. Po maturitě v Tambově studoval tři roky práva v Oděse, odkud musel po smrti knížete Gagarina odejít a živil se jako učitel. V roce 1867 se vydal pěšky z Borovska, kde právě učil, do Moskvy a stal se knihovníkem. V letech 1874-1899 byl knihovníkem Rumjancevského muzea, kde po úředních hodinách vedl diskusní klub. Stýkal se s mnoha významnými současníky, kteří si ho velmi vážili – například Lev Nikolajevič Tolstoj, Fjodor Michajlovič Dostojevskij, Vladimir Sergejevič Solovjov nebo zakladatel raketové techniky Konstantin Eduardovič Ciolkovskij, který o něm psal jako o „úžasném filosofovi“. Fjodorov chodil celý život pěšky, nic nepublikoval, zbavoval se všeho nadbytečného a velkou část svého příjmu rozdával mladým „stipendistům“. Nechtěl se nechat fotografovat ani portrétovat a jediný jeho portrét nakreslil tajně Leonid Pasternak, otec známého spisovatele. Fjodorov měl velmi dobré zdraví, až ho za velkého mrazu přátelé přemluvili, aby si vzal kožich a svezl se v kočáře. Fjodorov pak dostal zápal plic, na který zemřel.

## Myšlení
Fjodorov se snažil své pravoslavné křesťanství skloubit se současnou vědou a snažil se je žít, ale také domýšlet do často nečekaných důsledků. Tak byl přesvědčen, že člověk jako vrchol stvoření či evoluce má za úkol, aby zdokonalil sám sebe, zejména aby se zbavil své smrtelnosti. Vědci mají tedy za úkol, aby člověka učinili nesmrtelným, ale protože nakonec jde o sjednocení celého lidstva, nemohou vynechat ani ty, kdo už zemřeli. Ty bude tedy třeba vzkřísit (Fjodorov mluví o „imanentním křísení“) a najít pro ně místo na Zemi, případně i jinde ve Vesmíru.
| „ | Jako je nepřirozené ptát se, proč je něco a ne nic, tak je přirozené se zeptat, proč musí živí zemřít? | “ |

## Vliv
Fjodorovova asketická a přitom přátelská osobnost spolu s jeho originalitou přitahovala už za jeho života, ale ovlivňovala ruskou kulturu i později. I když sám nic nepublikoval, po jeho smrti vydali přátelé soubor jeho statí pod názvem „Filosofie společného úkolu“ (Философия общего дела). S velkou úctou a zájmem se k němu obraceli například biologové A. N. Naumov a Vladimir Ivanovič Vernadskij, filosofové Vladimir Sergejevič Solovjov, Nikolaj Berďajev, který o něm napsal knihu, a další. Ovlivnil řadu známých spisovatelů, jako byl Valerij Brjusov, Vladimir Majakovskij, Velemir Chlebnikov, Maxim Gorkij, Andrej Platonov nebo Boris Pasternak.